# Лікарня Святої Марії (Лондон)
Лікарня Святої Марії (англ. St Mary's Hospital) — державна лікарня в Паддінгтоні, у Вестмінстерському районі, Лондон, заснована в 1845 році.
До 1988 року лікарня керувала медичною школою Святої Марії, що є частиною федерального Лондонського університету. Останні 40 років представники королівської династії народжують у приватному крилі цієї лікарні.

## Історія

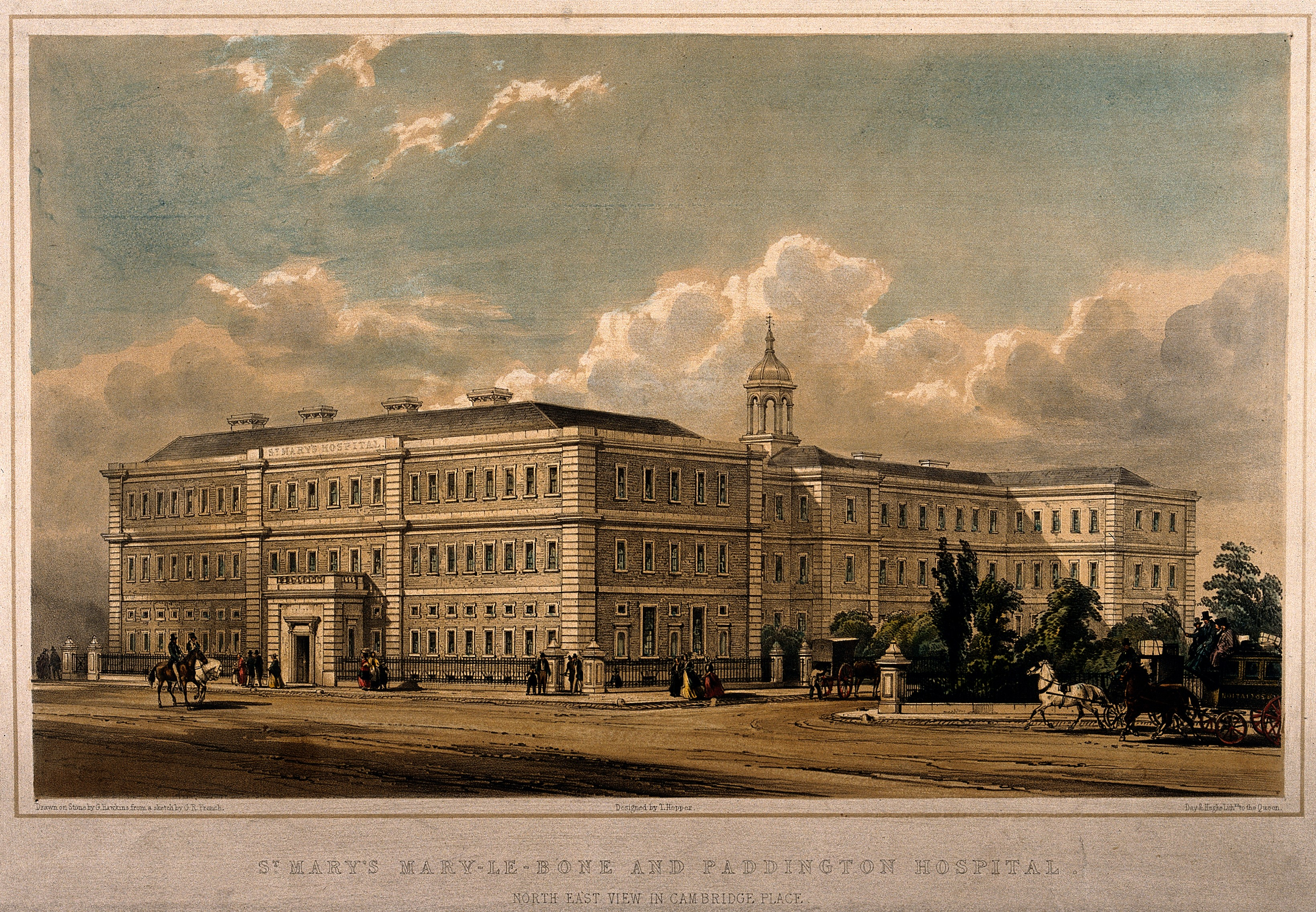
Оригінальний вигляд лікарні

Головний блок лікарні Святої Марії був спроектований Томасом Хоппером у класичному стилі. Він вперше відкрив свої двері для пацієнтів у 1851 році. Серед засновників лікарні був хірург Ісаак Бейкер Браун, суперечлива особистість, яка проводила численні кліторідектомії в Лондонському хірургічному центрі, в своїй клініці для жінок. Саме в лікарні Святої Марії англійський хімік Алдер Райт вперше синтезував діаморфін у 1874 році. Меморіальне крило Кларенса, спроектоване Вільямом Емерсоном було відкрито в 1904 році. Також у лікарні в 1928 році Александер Флемінг відкрив пеніцилін. Лабораторію Флемінга було відреставровано та включено до музею.

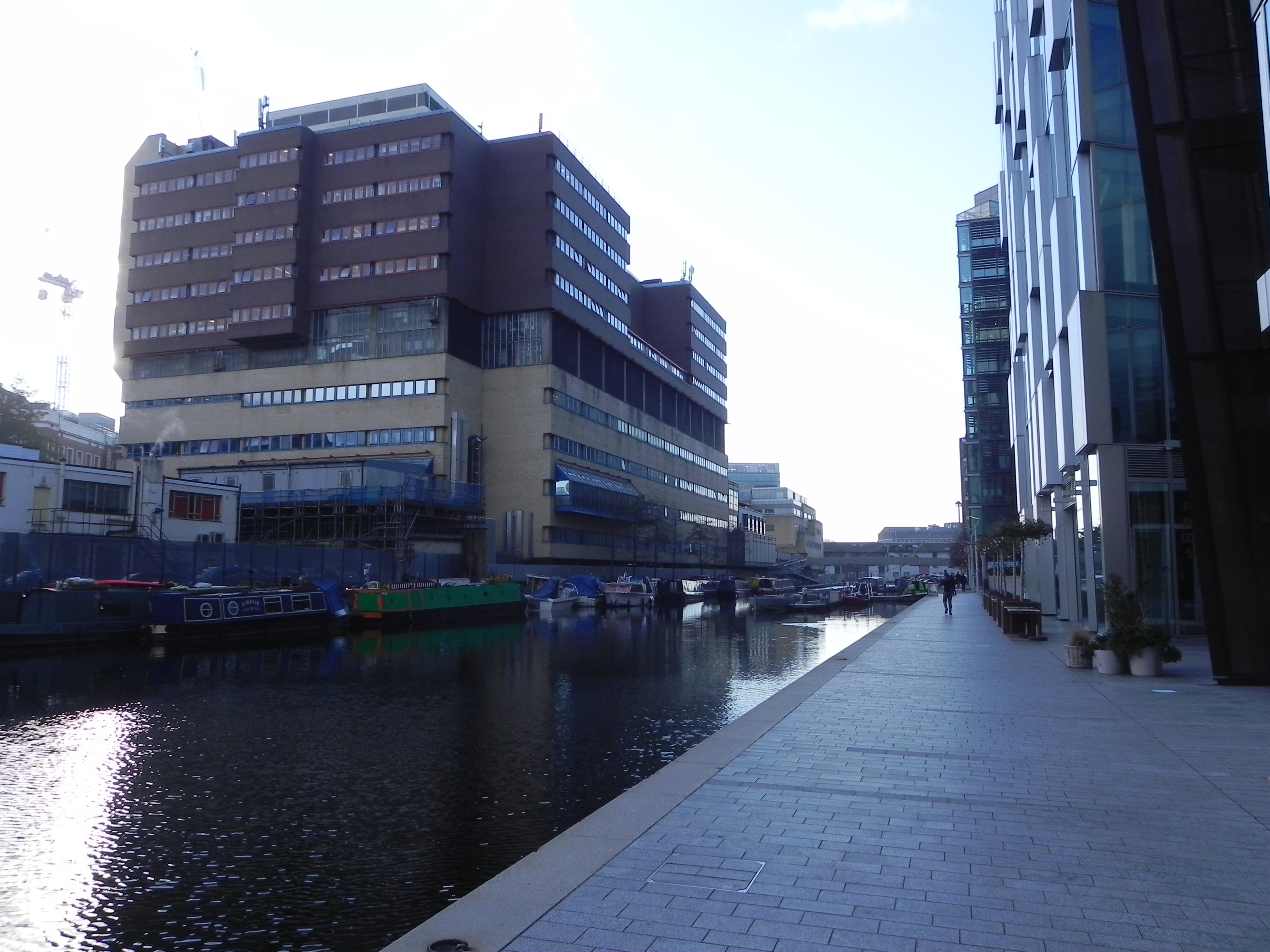
Лікарня Святої Марії у 2020 році. Вигляд з каналу Гранд-Юніон

Приватне крило Ліндо, де народжувалися королівські особи та кілька знаменитостей, було відкрито в листопаді 1937 року, його будівництво фінансував бізнесмен та член правління лікарні Френк Чарльз Ліндо, який зробив велику пожертву перед своєю смертю в 1938 році.
У 1950-х роках Фелікс Істкотт, хірург-консультант і заступник директора хірургічного відділення в лікарні Святої Марії, провів новаторську роботу з каротидної ендартеректомії, призначеної для зниження ризику інсульту.

## Відомі народження

### Королівська сім'я
- Пітер Філліпс (1977) — син принцеси Анни та Марка Філліпса.
- Зара Тіндолл (1981) — дочка принцеси Анни та Марка Філліпса.
- Вільям, принц Уельський (1982) — перший син Чарльза III та принцеси Діани.
- Феодора (принцеса Греції та Данії) (1983) — дочка Костянтина II та Анни-Марії, короля та королеви Греції.
- Гаррі, герцог Сассекський (1984) — другий син Чарльза III та принцеси Діани.
- Джордж, принц Уельський (2013) — перший син принца Вільяма та принцеси Кетрін.
- Шарлотта, принцеса Уельська (2015) — дочка принца Вільяма та принцеси Кетрін.
- Луї, принц Уельський (2018) — другий син принца Вільяма та принцеси Кетрін.

### Інші видатні народження
- Елвіс Костелло (1954) — британський музикант.
- Seal (1963) — британський музикант.
- Кіфер Сазерленд (1966) — канадський актор.

### Відомі працівники лікарні
- Чарльз Ромлі Алдер Райт — перший синтезував героїн у 1874 році.
- Александер Флемінг — лауреат Нобелівської премії 1945 року за відкриття пеніциліну.
- Роджер Банністер — перша людина, яка пробігла «милю за 4 хвилини», професор неврології.
- Родні Портер — лауреат Нобелівської премії 1972 року за дослідження хімічної структури антитіл.
- Алмрот Райт — розробив покращену вакцинацію шляхом використання аутогенних вакцин.